# Hypaeus
Hypaeus  (лат.) — род аранеоморфных пауков из подсемейства Amycinae в семействе пауков-скакунов (Salticidae). Распространены в Центральной и Южной Америке, большинство видов встречаются в Бразилии.

## Виды
- Hypaeus annulifer Simon, 1900 — Бразилия
- Hypaeus benignus (Peckham et Peckham, 1885) — от Мексики до Панамы
- Hypaeus concinnus Simon, 1900 — Бразилия
- Hypaeus cucullatus Simon, 1900 — Эквадор
- Hypaeus duodentatus Crane, 1943 — Гайана
- Hypaeus estebanensis Simon, 1900 — Венесуэла
- Hypaeus flavipes Simon, 1900 — Бразилия
- Hypaeus flemingi Crane, 1943 — Венесуэла, Бразилия
- Hypaeus frontosus Simon, 1900 — Бразилия
- Hypaeus ignicomus Simon, 1900 — Бразилия
- Hypaeus luridomaculatus Simon, 1900 — Бразилия
- Hypaeus miles Simon, 1900 — Бразилия, Гайана
- Hypaeus mystacalis (Taczanowski, 1878) — Бразилия, Перу
- Hypaeus nigrocomosus Simon, 1900 — Бразилия
- Hypaeus porcatus (Taczanowski, 1871) typus — Французская Гвиана
- Hypaeus quadrinotatus Simon, 1900 — Бразилия
- Hypaeus taczanowskii (Mello-Leitão, 1948) — Гайана, Французская Гвиана
- Hypaeus triplagiatus Simon, 1900 — Бразилия, Перу
- Hypaeus venezuelanus Simon, 1900 — Венесуэла